# 加藤年洲
加藤 年洲（かとう としくに、生没年不詳）とは、明治時代の浮世絵師。

## 来歴
月岡芳年の門人。『浮世絵師人名辞書』に「芳年門人、明治」とある。明治19年（1886年）頃、芳年が門人27名に宛てた書状（芳年門人一覧）に「浅草阿部川町　加藤年洲殿」、また明治31年（1898年）建立の月岡芳年翁之碑にも「芳年門人」の中に「加藤年洲」の名が見られるが、その他の経歴や作については不明。